# Helberhausen

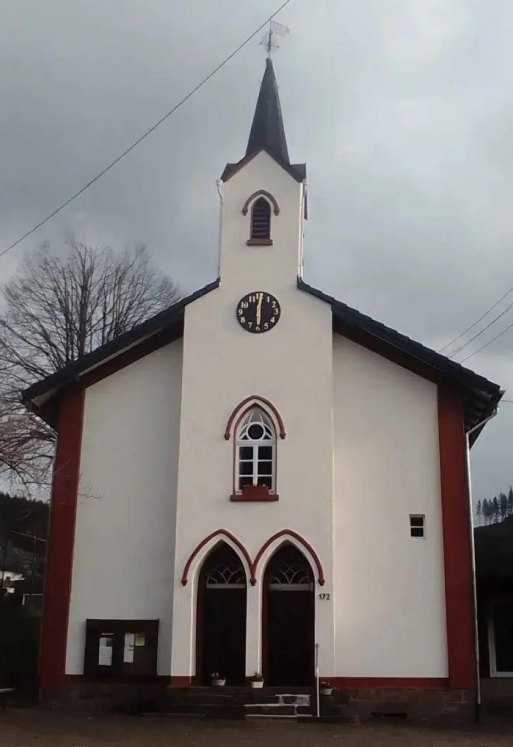
Kapelle Helberhausen (Frontalansicht)

Helberhausen ist ein Stadtteil von Hilchenbach im Kreis Siegen-Wittgenstein, Nordrhein-Westfalen.

## Lage
Der Ort liegt im Rothaargebirge am Ferndorfbach östlich von Hilchenbach.

## Geschichte
Helberhausen wird 1318 als Helmerinchusin erstmals urkundlich erwähnt. Früher gab es im Dorf eine Kapellenschule.
Im 17. Jahrhundert begannen die Viehhirten Löffel aus Ahornholz zu schnitzen. Sie wurde über eine Million Mal hergestellt, nach Holland und sogar bis nach Westindien exportiert. Heute würde man sagen, dass dieses Haushaltsgerät zu einem Exportschlager wurde. Die Löffelschnitzer stiegen im 19. Jahrhundert von Ahorn- auf Birkenholz um, weil es das benötigte Ahornholz nicht mehr gab. Birkenholz war aber nicht so lange haltbar und wurde schnell grau und unansehnlich. Gegen 1920 starb das Gewerbe im Dorf aus.
Bis zur kommunalen Neugliederung am 1. Januar 1969 gehörte der Ort dem Amt Keppel an. Als Nachfolgerin der Kapellenschule gab es im Ort eine Grundschule, die 2009 geschlossen wurde.

## Persönlichkeiten
- Robert Ochsenfeld (1901–1993), Physiker